# Nicolás de Arteta y Calisto
 Nicolás Joaquín de Arteta y Calisto (Quito, Imperio español, 24 de enero de 1771- Quito, Pichincha, 7 de septiembre de 1849), fue un sacerdote y teólogo ecuatoriano, último Obispo de Quito y primer Arzobispo de Quito.

## Biografía

### Primeros años y formación
Nació en Quito, cuyos padres fueron Joaquín de Arteta de Larrabeytia y doña Leonor Calisto Muñoz. El matrimonio tuvo 16 hijos, de los cuales, el primero fue Nicolás. Muchos de ellos brillaron en la política nacional y en los medios intelectuales.
Realizó sus estudios superiores en la Universidad de Santo Tomás, donde obtuvo el título de Doctor en Derecho Civil y Canónico.

### Sacerdocio
En 1815 fue elegido administrador eclesiástico de Quito, por destierro del insigne prócer y obispo señor Cuero y Caicedo a manos de la corona española; y desde entonces gobernó la diócesis, salvo breves interrupciones, ya como primera autoridad, ya como vicario general. Adquirió, pues, cabal y no superada experiencia de los asuntos diocesanos; por lo cual, a la muerte del señor Lasso de la Vega, el Consejo de Gobierno no vaciló en ponerle en primer término en la terna para el Obispado de Quito, prefiriéndole a venerables e intrépidos defensores de la ortodoxia, como los doctores José Miguel de Carrión y Joaquín Miguel de Araujo.
Por su acrisolada prudencia y mansedumbre, ejerció verdadera paternidad sobre todos sus diocesanos, en época de desatadas pasiones. A raíz de su muerte pudo escribir con justicia el periódico oficial: «Su vida entera ha sido un modelo ilustre de perfección cristiana, de dulzura y caridad evangélica».
Después de la Batalla del Pichincha que en 1822 proclamó la independencia de nuestra patria, desempeñó los cargos de Director de Estudios y de dos academias científicas. Fue también catedrático de Derecho y Teología Moral, Vicerrector del Colegio San Luis, Rector de la Universidad de Quito, Vicepresidente de la Primera Constituyente y Consejero de Estado.

### Episcopado
Emprendería viaje a la ciudad de Popayán, Colombia, donde el 25 de marzo de 1835 fue consagrado para el cargo de Obispo de Quito. Años más tarde, acogiendo un pedido hecho por el Poder Legislativo del Ecuador, S.S. el Papa Pío IX dictó -el 13 de enero de 1848- la bula por medio de la cual se erigió a Quito en Arzobispado. Ese mismo año el Congreso de la República lo nombró para desempeñar dicha función, que luego fue confirmada por el Santo Padre.

#### Fallecimiento
A raíz que se encontraba gravemente enfermo, recibió el Palio Arzobispal el 2 de septiembre de 1849, y murió cuatro días más tarde en la misma ciudad de Quito.